# 书院街 (平遥)
书院街是平遥古城的一条街道，东西走向。街长231.3米，宽5.2米。西至沙巷南口的武庙，接上西门街；东至照壁南街南口，接西南门头街。上西门街、书院街、西南门头街三街相连，形成古城南部贯通东、西的干道，西到永定门（上西门）。书院街本是上西门街的一部分，后以东端的“西河书院”所在命名为“书院门前”、“书院街”。
书院街西端的武庙，与古城东南隅的文庙对称。

## 交汇街巷
- 沙巷
- 照壁南街

## 著名地点

### 古迹
- 雷履泰旧居，书院街11号，全国重点文物保护单位，编号7-0899
- 南城武庙，书院街51号，平遥县文物保护单位（1973年11月15日公布）